# Binderton
Binderton är en by i civil parish West Dean, i distriktet Chichester, i grevskapet West Sussex, i England. Byn är belägen 6 km från Chichester. Binderton var en civil parish fram till 1933 när blev den en del av West Dean. Civil parish hade 86 invånare år 1931. Byn nämndes i Domedagsboken (Domesday Book) år 1086, och kallades då Bertredtone.